# Пърхот
Пърхотът представлява процес на белене и лющене на кожата на скалпа.
Пърхотът може да възникне поради повишена секреция на мастните жлези или поради суха кожа на черепа, въпреки че точната причина не е известна.
Той може да бъде отстранен с често миене на косата и с използването на специални шампоани, предписани от лекар.
|  | Тази страница частично или изцяло представлява превод на страницата Caspa в Уикипедия на каталонски. Оригиналният текст, както и този превод, са защитени от Лиценза „Криейтив Комънс – Признание – Споделяне на споделеното“, а за съдържание, създадено преди юни 2009 година – от Лиценза за свободна документация на ГНУ. Прегледайте историята на редакциите на оригиналната страница, както и на преводната страница, за да видите списъка на съавторите. ВАЖНО: Този шаблон се отнася единствено до авторските права върху съдържанието на статията. Добавянето му не отменя изискването да се посочват конкретни източници на твърденията, които да бъдат благонадеждни. |